# Adalbert-Stifter-Gymnasium (Linz)

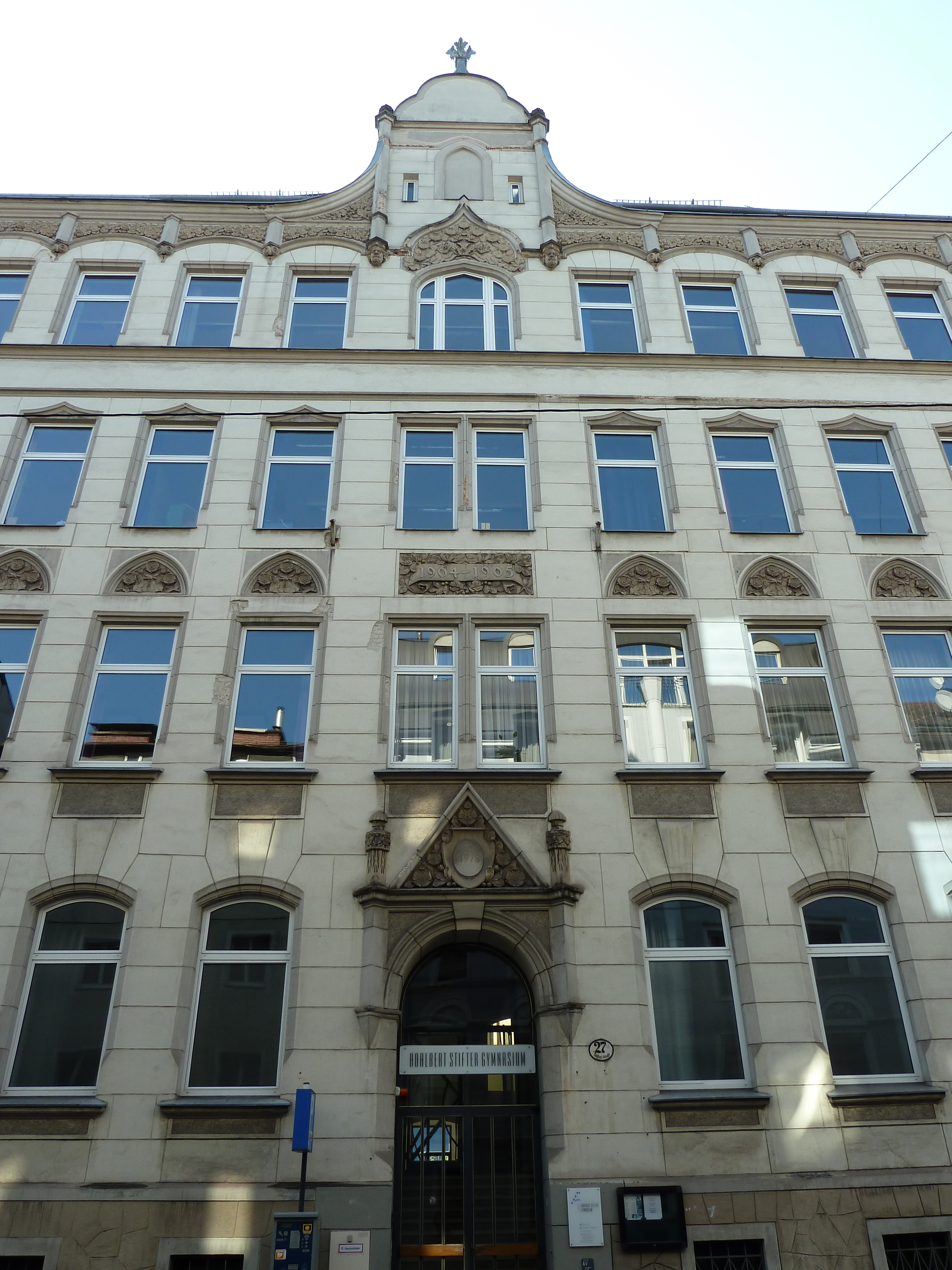
Die Mittelachse der Hauptfassade (2011)

Das Adalbert Stifter Gymnasium in Linz in Oberösterreich ist ein Oberstufenrealgymnasium (ORG) der Diözese Linz. Das Schulgebäude steht unter Denkmalschutz. Grundbücherliche Eigentümerin ist die Diözesane Immobilien-Stiftung.

## Architektur
Das denkmalgeschützte Schulgebäude im späthistoristischen Stil wurde von 1904 bis 1905 durch die Oberösterreichische Baugesellschaft für eine ehemalige Lehrerbildungsanstalt des katholischen Schulvereines erbaut. Das kurz mit Stifterschule und nach Adalbert Stifter benannte Gebäude hat eine hakenförmige Grundfläche und steht viergeschoßig auf einem Souterraingeschoß. Die Hauptfassade in neogotischen Formen betont die Mittelachse mit einem geschwungenen Giebelaufsatz. Die originale Vergitterung der Kellerfenster aus der Bauzeit ist erhalten.

## Bekannte Absolventen
- Franz Welser-Möst, Dirigent
- Elisabeth Fuchs, Dirigentin
- Johannes Hiemetsberger, Chorleiter und Dirigent
- Christoph Campestrini, Dirigent
- Lorenz Duftschmid, Gambist und Dirigent
- Mario Aschauer, Musikwissenschaftler, Cembalist und Dirigent
- Karl Aichhorn, Musiker, Dirigent, Komponist und Pädagoge
- Andreas Schnee, Pianist, Komponist und Musikpädagoge
- Eduard Matscheko, Geiger und Dirigent
- Martin Fiala, Komponist
- Max Nagl, Jazzsaxophonist, Bandleader und Komponist
- Klaus Kuttler, Komponist und Opernsänger
- Gunter Damisch, Maler
- Kurt Azesberger, Opernsänger
- Jan Petryka, Opernsänger
- Wolfgang Kauer, Schriftsteller
- Florian Danner, Moderator
- Mathias Kaineder, Sänger, Songwriter und Schauspieler
- Bernhard Eckerstorfer OSB, Benediktiner und Rektor der Benediktinerhochschule Sant’Anselmo in Rom.
- Peter Chalupar, Musiker
- Rupert Vierlinger, Pädagoge